# Robert Allan Ridley Parker
Robert Allan Ridley Parker dr, (New York, New York, 1936. december 14. –) amerikai fizikus, űrhajós.

## Életpálya
1958-ban az Amherst College keretében kapott főiskolai diplomát, csillagászatból és fizikából. 1962-ben a Kalifornia Institute of Technology keretében doktorált. Az University of Wisconsin- Madison docense. Több mint 3500 órát töltött a levegőben (repülő/űrrepülő).
1967. augusztus 4-től a Lyndon B. Johnson Űrközpontban részesült űrhajóskiképzésben. Kiképzett űrhajósként tagja volt az Apollo–15 és az Apollo–17 támogató (feladatmegoldó, tanácsadó) egységének. A Skylab-program egyik támogató tudósa. 1988-1989 között Washingtonban a NASA Űrállomásra Integrációs Hivatal igazgatója. 1991-1993 között az űrrepülő program műveleti igazgatója. Két űrszolgálata alatt összesen 19 napot, 6 órát és 52 percet (463 óra) töltött a világűrben. Űrhajós pályafutását 1993-ban fejezte be. 1993-1997 között az űrrepülés során újrahasznosítható anyagok-eszközök programjának vezetője.

## Űrrepülések
- STS–9, a Columbia űrrepülőgép 6. repülésének kutatási specialistája. A Spacelab-1 mikrogravitációs laboratórium egyk speciális munkatársa. Összesen 73 kísérletet végeztek (légköri-, plazma fizikai-, csillagászati-, napfizikai-, anyagtudományi-, technológiai-, élettudományi-, a Föld vizsgálata). Első űrszolgálata alatt összesen 10 napot, 7 órát és 47 percet töltött a világűrben.
- STS–35, a Columbia űrrepülőgép 10. repülésének kutatási specialistája. Astro–1, az űrrepülőgép rakterében elhelyezett távcsőrendszer alkalmazásával vizsgálta a Naprendszert. Második űrszolgálata alatt összesen 8 napot, 23 órát és 5 percet töltött a világűrben.